# Dag Hammarskjöld
Dag Hjalmar Agne Carl Hammarskjöld (Jönköping, Svédország, 1905. július 29. – Ndola, Rhodesia és Nyaszaföld Államszövetség (ma Zambia), 1961. szeptember 18.) Nobel-békedíjas svéd diplomata, az ENSZ második főtitkára. Hjalmar Hammarskjöld miniszterelnök (1914-1917) negyedik, egyben legkisebb gyermeke.
Hammarskjöld az Uppsalai Egyetemen, majd a Stockholmi Nemzetgazdasági Főiskolán tanult irodalomtörténetet, filozófiát, francia filológiát, makroökonómiát, és jogot.

## Életrajza
A 30-as és 40-es években dolgozott a Nemzeti Banknál, a Pénzügyminisztériumnál, és a Külügyminisztériumban, mint államtitkár. Bár több szociáldemokrata kormány munkájában részt vett, soha nem lépett be a pártba. 1954-ben beválasztották a Svéd Akadémiába.
1953-ban Dag Hammarskjöld az ötödik főtitkárjelölt volt, ugyanis az első négyet a Szovjetunió nem fogadta el. Az ENSZ 1953. április 7–10. ülésén választották az ENSZ főtitkárává. Székfoglaló beszédét egy svéd imádságból vett idézettel fejezte be: "Legmélyebb imánkban nem a győzelemért, hanem a békéért könyörgünk". Közbenjárására 1955-ben Kína szabadon bocsátott 15 amerikai pilótát, akik a koreai háború idején estek fogságba.
Főtitkárságának ideje teljes egészében a hidegháború éveire esett. Erre az időszakra esik a szuezi válság, a magyar 1956-os forradalom, illetve Fidel Castro hatalomátvétele.
1957-ben újraválasztották, de amikor 1960-ban a függetlenségét elnyerő Kongói Demokratikus Köztársaságba békefenntartó csapatokat küldött, a Szovjetunió a lemondását követelte, sőt a főtitkári poszt eltörlését javasolták, és helyette egy három főből álló igazgatóságot kívántak volna létrehozni.
1961-ben az ENSZ csapatok és Moise Csombe katangai erői közötti fegyverszüneti tárgyalásra tartva repülőgép-szerencsétlenség áldozata lett. Abban az évben posztumusz Nobel-békedíjat kapott.

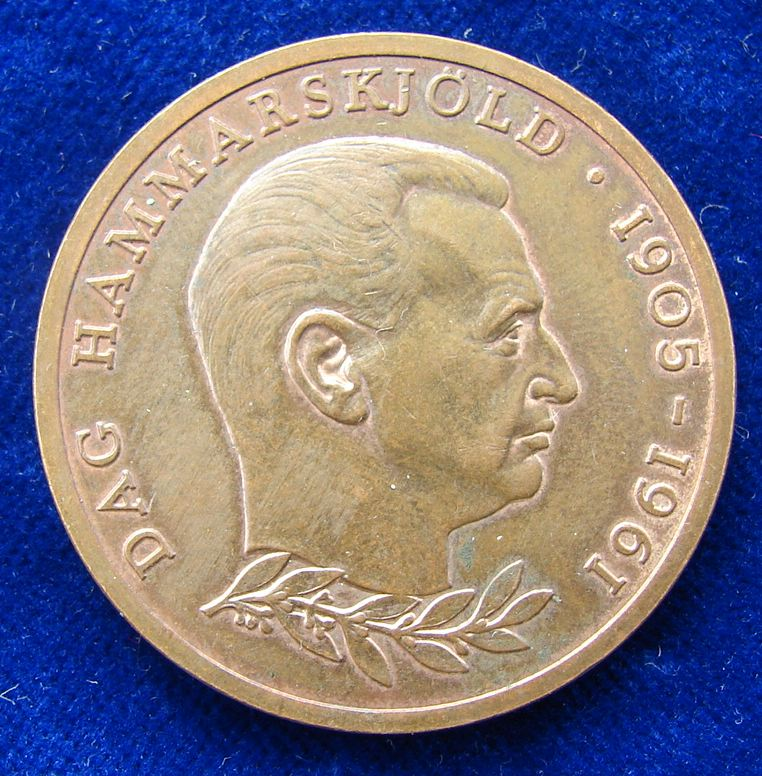
Dag Hammarskjöld-emlékérem (1962)